# Calypso Botez
Calypso Botez (1880–1933) fue una escritora, sufragista y activista por los derechos de las mujeres rumana.

## Biografía
Botez nació en 1880 en Bacău. Se graduó por la Universidad de Iasi, y luego se fue a vivir a Bucarest donde enseñó en una escuela secundaria a pesar de que también inspeccionaba otras escuelas. Se convirtió en la Presidenta de la Cruz Roja en Galati. En 1917 fue cofundadora, con Maria Baiulescu, Ella Negruzzi y Elena Meissner, de la Asociația de Emancipare Civilă și Politică un Femeii Române o la Unión General de Mujeres Rumanas (UFR).
Escribió sobre los derechos de las mujeres y señaló que el primer artículo de la Constitución rumana establece que todos los ciudadanos son iguales. En 1919 publicó El Problema de los Derechos de las Mujeres Rumanas. Hizo campaña para reformar los poderes del gobierno, los derechos de las mujeres y la ley del divorcio. En 1920 publicó El Problema de Feminismo. Una Sistematización de sus Elementos. Cofundó el Consiliul Naţional al Femeilor Române en 1921.

## Otras obras
- Los derechos de las mujeres en la futura Constitución (1922)
- Los derechos de las mujeres en el futuro Código Civil (1924)
- Informe de la Situación Legal de las Mujeres (1932)